# Élections locales britanniques de 1971 à Londres
Les élections locales britanniques de 1971 ont lieu le 13 mai 1971 en Angleterre. À Londres, 1 863 conseillers d'arrondissement sont à élire.

## Résultats

### Global
| Parti | Parti                 | Conseils | Conseils | Sièges | Sièges |
| Parti | Parti                 | Élus     | +/-      | Élus   | +/-    |
| ----- | --------------------- | -------- | -------- | ------ | ------ |
|       | Parti travailliste    | 21       | +18      | 1 221  | +871   |
|       | Parti conservateur    | 10       | -18      | 597    | -841   |
|       | Parti libéral         | 0        | =        | 9      | -1     |
|       | Autres                | 0        | =        | 36     | -29    |
|       | Conseil sans majorité | 1        | =        |        |        |
| Total | Total                 | 32       | 32       | 1 863  | 1 863  |

### Par arrondissement

Résultats à Londres.

| Conseil                | Majorité sortante | Majorité sortante | Majorité élue | Majorité élue |
| ---------------------- | ----------------- | ----------------- | ------------- | ------------- |
| Barking                |                   | Travailliste      |               | Travailliste  |
| Barnet                 |                   | Conservateur      |               | Conservateur  |
| Bexley                 |                   | Conservateur      |               | Travailliste  |
| Brent                  |                   | Conservateur      |               | Travailliste  |
| Bromley                |                   | Conservateur      |               | Conservateur  |
| Camden                 |                   | Conservateur      |               | Travailliste  |
| Croydon                |                   | Conservateur      |               | Conservateur  |
| Ealing                 |                   | Conservateur      |               | Travailliste  |
| Enfield                |                   | Conservateur      |               | Conservateur  |
| Greenwich              |                   | Conservateur      |               | Travailliste  |
| Hackney                |                   | Conservateur      |               | Travailliste  |
| Hammersmith            |                   | Conservateur      |               | Travailliste  |
| Haringey               |                   | Conservateur      |               | Travailliste  |
| Harrow                 |                   | Conservateur      |               | Sans majorité |
| Havering               |                   | Conservateur      |               | Travailliste  |
| Hillingdon             |                   | Conservateur      |               | Travailliste  |
| Hounslow               |                   | Conservateur      |               | Travailliste  |
| Islington              |                   | Conservateur      |               | Travailliste  |
| Kensington and Chelsea |                   | Conservateur      |               | Conservateur  |
| Kingston upon Thames   |                   | Conservateur      |               | Conservateur  |
| Lambeth                |                   | Conservateur      |               | Travailliste  |
| Lewisham               |                   | Conservateur      |               | Travailliste  |
| Merton                 |                   | Conservateur      |               | Travailliste  |
| Newham                 |                   | Sans majorité     |               | Travailliste  |
| Redbridge              |                   | Conservateur      |               | Conservateur  |
| Richmond upon Thames   |                   | Conservateur      |               | Conservateur  |
| Southwark              |                   | Travailliste      |               | Travailliste  |
| Sutton                 |                   | Conservateur      |               | Conservateur  |
| Tower Hamlets          |                   | Travailliste      |               | Travailliste  |
| Waltham Forest         |                   | Conservateur      |               | Travailliste  |
| Wandsworth             |                   | Conservateur      |               | Travailliste  |
| Westminster            |                   | Conservateur      |               | Conservateur  |